# Snuggan
Snuggan is een plaats in de gemeente Lindesberg in het landschap Västmanland en de provincie Örebro län in Zweden. De plaats heeft 67 inwoners (2005) en een oppervlakte van 16 hectare.